# Music to Be Murdered By
Albums de Eminem
Kamikaze
(2018) Curtain Call 2
(2022)
Singles
1. Darkness
Sortie : 17 janvier 2020
2. Godzilla
Sortie : 9 mars 2020

Music to Be Murdered By est le onzième album studio du rappeur américain Eminem, sorti en 2020.
Il est dédié à la mémoire du rappeur Juice Wrld (présent sur le titre Godzilla) et CeeAaqil Barnes (garde du corps d'Eminem). L'album sort en janvier 2020, sans aucune annonce ni publicité. Il s'inspire de l'œuvre du cinéaste Alfred Hitchcock — présent dans plusieurs interludes — et particulièrement de son album Alfred Hitchcock Presents Music to Be Murdered By (1958) mise en musique par Jeff Alexander.
Deux singles sont extraits de l'album, Darkness et Godzilla. L'album débute directement à la première place du classement américain Billboard 200 et s'écoule à 279 000 exemplaires pour sa première semaine. Eminem devient alors le premier artiste à avoir 10 albums consécutifs qui se classent numéro un aux États-Unis.
Une réédition, baptisée « Side B » (« face B » en français), est sorti le 18 décembre 2020 avec 16 nouveaux titres sur un CD bonus. Cette sortie est accompagnée par le titre Gnat, dont le clip sort le même jour.

## Historique
L'album sort sans annonce préalable,. Il est annoncé par l'artiste le 17 janvier 2020 sur Twitter. Dans un second message, il publie une photographie d'Alfred Hitchcock et déclare « Inspired by the master, Uncle Alfred! ».

## Singles
Le premier extrait est Darkness, dont le clip est dévoilé le même jour que la sortie surprise de l'album. La vidéo ainsi que la chanson rappellent la fusillade de Las Vegas en 2017.
Le second single extrait de l'album est Godzilla, en duo avec Juice Wrld (décédé en décembre 2019). Il sort le 31 janvier 2020.

## Un album en hommage à Hitchcock
La pochette, tout comme le titre de l'album, rend hommage à l'album d'Alfred Hitchcock Presents Music To Be Murdered By mis en musique par Jeff Alexander et sorti en 1958. Eminem pose, comme le réalisateur, avec un revolver sur la tempe (dans la main gauche) et une hache contre sa tête (dans la main droite). Une pochette alternative montre Eminem coiffé d'un trilby et armé d'une pelle.

## Accueil
Sur l'agrégateur américain Metacritic, l'album enregistre une moyenne de 61⁄100 (pour 4 critiques).
Dans The Guardian, Alexis Petridis trouve notamment que l'album est « plus fort » que son prédécesseur Kamikaze. Neil McCormick du Daily Telegraph donne à l'album la note maximale de 5 étoiles et le décrit comme « aussi mortellement brillant que peut l'être un crime ».
La critique de Forbes met en avant quelques défauts de l'album et le côté répétitif d'Eminem « Mais combien de fois Eminem va-t-il rapper à 100 à l’heure sur le fait d’être le GOAT [Greatest Of All Time] et de tuer ses ennemis ? À ce stade, il serait préférable qu’il rappe 5 mots qui disent quelque chose sur sa vie en lieu et place de 5 000 mots vides de sens ». La critique est assez similaire pour The Independent qui pense que même si Eminem rappe toujours aussi vite il est désormais « incapable d’avancer ».
Philippe Mathé de Ouest-France écrit notamment « Des rythmiques lourdes, un débit inimitable, des paroles toujours aussi sombres qui parlent de drogue, de violence, de maladie mentale… Marshall Mathers, alias Eminem, 47 ans, est de retour. [...] Sur Music to Be Murdered By, Eminem joue les fossoyeurs. Mais, heureusement, ce n’est pas sa musique qu’il enterre. ». Dans Le Figaro, on peut notamment lire « [Eminem] y aborde des thèmes difficiles comme la question des armes aux États-Unis ou encore son rapport conflictuel avec son beau-père. Le tout enrobé d’un hommage à Alfred Hitchcock ». Dans Les Inrockuptibles, Maxime Delcourt écrit notamment « Ce qui fascine tout au long de ces vingt nouveaux morceaux, c'est bien la noirceur du propos, la façon dont Eminem pose un regard sur l’actualité, conscient que le mal est le plus puissant moteur de fascination et le ressort idéal pour capter l’attention (autre similitude avec le divin chauve du 7e art !) » ou encore « S'il y a une leçon à retenir de ce Music to Be Murdered By, c'est à quel point Eminem est perpétuellement à son meilleur lorsqu'il se contente de raconter, avec une justesse non dénuée d’une indéniable cruauté, la précarité, la pauvreté et le désespoir de toute une génération. On peut bien évidemment regretter que ces intentions tombent parfois à plat, comme lorsqu’il s’abandonne à des refrains insipides (Those Kinda Nights, Farewell) ou qu’il privilégie la démonstration pure à la profondeur du discours (Godzilla, effectivement monstrueux…). ».
La chanson Darkness, qui raconte la fusillade de Las Vegas en 2017 en partie d'après le point de vue du tueur, Stephen Paddock, est particulièrement saluée par la critique

## Controverse
Sur le titre Unaccomodating en feat avec la rappeuse Young M.A, Eminem rappe notamment « I'm contemplating yelling 'Bombs away' on the game/Like I'm outside of an Ariana Grande concert waiting » (« Je contemple le cri des bombes sur le game comme si j’étais à l’extérieur d’un concert d’Ariana Grande ») en référence à l'attentat de la Manchester Arena lors d'un concert d'Ariana Grande. Cela provoque l'indignation de certains fans de la chanteuse sur les réseaux sociaux ainsi qu'une réaction négative du maire de la ville, Andy Burnham. Certains internautes répondent cependant qu'Eminem, souvent provocateur dans ses paroles, avait par ailleurs soutenu en 2017 la campagne en faveur des victimes de l'attentat et avait ainsi permis de récolter environ 2,5 millions d'euros. Pour cela, le rappeur avait même été remercié par la municipalité de Manchester.

## Liste des titres
| 1.    | Premonition (Intro)                                              | - Andre Young - Dawaun Parker - J. Alexander - Luis Resto - Marshall Mathers - Mark Batson - Nikki Grier                                                 | - Dawaun Parker (add.) - Dr. Dre - Eminem - Luis Resto (add.) - Mark Batson         | 2:54 |
| 2.    | Unaccommodating (featuring Young M.A)                            | - Katorah Marrero - Resto - Mathers - Tim Suby | - Tim Suby - Eminem (add.)                                                          | 3:37 |
| 3.    | You Gon' Learn (featuring Royce da 5'9" & White Gold)            | - Bobby Yewah - C. Connors - D. Shire - Resto - Mathers - Ryan Montgomery                                                                                | - Royce da 5'9" - Eminem (co.) - Luis Resto (add.)                                  | 3:55 |
| 4.    | Alfred (interlude)                                               | - Andre Brissett - Young - Parker - Alexander | - Andre "Briss" Brissett - Dawaun Parker - Dr. Dre                                  | 0:30 |
| 5.    | Those Kinda Nights (featuring Ed Sheeran)                        | - A. Byrne - David Doman - Ed Sheeran - Fred Gibson - Resto - Mathers                                                                                    | - D. A. Doman - Eminem (co.) - Fred (add.)                                          | 2:58 |
| 6.    | In Too Deep                                                      | - Resto - Mathers - O. Chanin - Sylvester Jordan - Suby                                                                                                  | - Tim Suby - Eminem (co.)                                                           | 3:15 |
| 7.    | Godzilla (featuring Juice Wrld)                                  | - A. Villasana - Doman - Jarad Higgins - Resto - Mathers                                                                                                 | - D. A. Doman - Eminem (add.)                                                       | 3:31 |
| 8.    | Darkness                                                         | - Resto - Mathers - P. Simon - Montgomery | - Eminem - Royce da 5'9" - Luis Resto (add.)                                        | 5:37 |
| 9.    | Leaving Heaven (featuring Skylar Grey)                           | - E. Taylor - Holly Hafermann - Mathers | - Skylar Grey - Eminem (co.)                                                        | 4:26 |
| 10.   | Yah Yah (featuring Royce da 5'9", Black Thought, Q-Tip & Denaun) | - A. Weston - C. Bobbit - Denaun Porter - F. Wesley - G. MacDermot - J. Brown - Marshall Mathers - Ryan Montgomery - T. Smith - Tariq Trotter - W. Hines | Mr. Porter                                                                          | 4:47 |
| 11.   | Stepdad (Intro)                                                  | Young | Dr. Dre                                                                             | 0:15 |
| 12.   | Stepdad                                                          | - Daniel Maman - C. Cuatia - J. Carlos Amaya - Luis Alberto Spinetta - Resto - Mathers                                                                   | - Eminem - The Alchemist - Luis Resto (add.)                                        | 3:33 |
| 13.   | Marsh                                                            | - Resto - Mathers | - Eminem - Luis Resto (add.)                                                        | 3:21 |
| 14.   | Never Love Again                                                 | - Young - Dwayne Abernathy, Jr. - Dawaun Parker - Resto - Mathers - Trevor Lawrence Jr.                                                                  | - Dawaun Parker - Dem Jointz - Dr. Dre - Trevor Lawrence Jr. - Eminem (add.)        | 2:58 |
| 15.   | Little Engine                                                    | - Young - Dawaun Parker - Erik Griggs - Alexander - Mathers - Lawrence                                                                                   | - Dawaun Parker - Dr. Dre - Erik "Blu2th" Griggs - Trevor Lawrence Jr.              | 2:57 |
| 16.   | Lock It Up (featuring Anderson .Paak)                            | - Young - Brandon Anderson - Abernathy - Parker - Griggs - Mathers - Lawrence                                                                            | - Dawaun Parker - Dem Jointz - Dr. Dre - Erik "Blu2th" Griggs - Trevor Lawrence Jr. | 2:50 |
| 17.   | Farewell                                                         | - C. Marsh - D. Kelly - Resto - Mathers - Ricky Harrell Jr.                                                                                              | - Ricky Racks - Eminem (add.)                                                       | 4:08 |
| 18.   | No Regrets (featuring Don Toliver)                               | - A. Olofsson - Doman - Kostov - J. Thomas - Mathers | - D. A. Doman - Eminem (add.)                                                       | 3:21 |
| 19.   | I Will (featuring Kxng Crooked, Royce da 5'9" & Joell Ortiz)     | - Dominick Wickliffe - Joell Ortiz - Resto - Mathers - Montgomery                                                                                        | - Eminem - Luis Resto (add.)                                                        | 5:03 |
| 20.   | Alfred (Outro)                                                   | - Brissett - Young - Parker - Alexander | - Andre "Briss" Brissett - Dawaun Parker - Dr. Dre                                  | 0:39 |
| 64:35 |                                                                  | |                                                                                     |      |

## RééditionSide B
Singles
1. Gnat
Sortie : 18 décembre 2020

Le 18 décembre 2020, une réédition de l'album sort sans annonce officielle préalable. Intitulée Music to Be Murdered By: Side B (Deluxe Edition), elle contient 16 titres inédits ainsi que le premier album en disque bonus.
Le jour de sa sortie, Eminem publie sur Twitter la pochette de l'album et déclare « Uncle Alfred heard you screaming for more... enjoy Side B. ». Tout comme celui du premier album, l'artwork de la réédition rappelle l'univers d'Alfred Hitchcock, particulièrement son film Les Oiseaux sorti en 1963. Eminem est ainsi photographié en noir et blanc avec un corbeau sur l'épaule droite.
La sortie de cette réédition s'accompagne du single Gnat. Le clip, réalisé par Cole Bennett et dans lequel le rappeur campe plusieurs personnages, évoque la pandémie de Covid-19.

### Liste des titres
N.B. : la réédition comprend également le premier album en CD1.
| Music to Be Murdered By: Side B (Deluxe Edition) - CD2 | Music to Be Murdered By: Side B (Deluxe Edition) - CD2 | Music to Be Murdered By: Side B (Deluxe Edition) - CD2 | Music to Be Murdered By: Side B (Deluxe Edition) - CD2                     | Music to Be Murdered By: Side B (Deluxe Edition) - CD2 | Music to Be Murdered By: Side B (Deluxe Edition) - CD2 | Music to Be Murdered By: Side B (Deluxe Edition) - CD2 | Music to Be Murdered By: Side B (Deluxe Edition) - CD2 | Music to Be Murdered By: Side B (Deluxe Edition) - CD2 | Music to Be Murdered By: Side B (Deluxe Edition) - CD2 |
| No                                                     | Titre                                                  | Auteur | Producteurs                                                                | Durée                                                  |                                                        |                                                        |                                                        |                                                        |                                                        |
| ------------------------------------------------------ | ------------------------------------------------------ | --- | -------------------------------------------------------------------------- | ------------------------------------------------------ | ------------------------------------------------------ | ------------------------------------------------------ | ------------------------------------------------------ | ------------------------------------------------------ | ------------------------------------------------------ |
| 1.                                                     | Alfred (Intro)                                         | - Mathers - Resto - Alexander | Eminem                                                                     | 0:17                                                   |                                                        |                                                        |                                                        |                                                        |                                                        |
| 2.                                                     | Black Magic (featuring Skylar Grey)                    | - Mathers - Hafermann - Taylor - Resto - Jayson DeZuzio | - Jayson DeZuzio - Skylar Grey - Eminem (add.)                             | 2:54                                                   |                                                        |                                                        |                                                        |                                                        |                                                        |
| 3.                                                     | Alfred's Theme                                         | - Mathers - Resto - Charles-Francis Gounod | Eminem                                                                     | 5:39                                                   |                                                        |                                                        |                                                        |                                                        |                                                        |
| 4.                                                     | Tone Deaf                                              | - Mathers - Resto | - Eminem - Resto (add.)                                                    | 4:50                                                   |                                                        |                                                        |                                                        |                                                        |                                                        |
| 5.                                                     | Book of Rhymes (featuring DJ Premier)                  | - Mathers - Christopher Martin - Ray Fraser - Resto - Ronald Spence Jr. - Marrero - Matthew Jacobson - Nayvadius Wilburn - Jacob Canady - Nasir Jones - Peter Phillips | - Eminem - IllaDaProducer - Resto (add.)                                   | 4:49                                                   |                                                        |                                                        |                                                        |                                                        |                                                        |
| 6.                                                     | Favorite Bitch (featuring Ty Dolla Sign)               | - Mathers - Tyrone Griffin Jr. - Sly Jordan - Resto - MJ Nichols - Byron Perry                                                                                         | - MJ Nichols - Blacknailz - Eminem (co.)                                   | 3:56                                                   |                                                        |                                                        |                                                        |                                                        |                                                        |
| 7.                                                     | Guns Blazing (featuring Dr. Dre & Sly Pyper)           | - Mathers - Young - Jordan - Resto - Jeremy Zumo Kollie - Jason Pounds - V. Smith                                                                                      | - J.LBS - Eminem (co.)                                                     | 3:16                                                   |                                                        |                                                        |                                                        |                                                        |                                                        |
| 8.                                                     | Gnat                                                   | - Mathers - Doman - Anders Olofsson - Ezemdi Chikwendu - D. Levin - K. Mars                                                                                            | D.A. Got That Dope                                                         | 3:44                                                   |                                                        |                                                        |                                                        |                                                        |                                                        |
| 9.                                                     | Higher                                                 | - Mathers - Resto - Jordan - Mike Strange - Brissett | Eminem                                                                     | 3:42                                                   |                                                        |                                                        |                                                        |                                                        |                                                        |
| 10.                                                    | These Demons (featuring Maj)                           | - Mathers - James Hudson Jr. - Yewah - Doman - William Coleman - Shiv Barot - Pat Rosario - Levin - M. Benzinger                                                       | - Eminem - D.A. Got That Dope - Mike Zombie - The Loud Pack                | 3:27                                                   |                                                        |                                                        |                                                        |                                                        |                                                        |
| 11.                                                    | Key (Skit)                                             | - Mathers - Resto | Eminem                                                                     | 0:57                                                   |                                                        |                                                        |                                                        |                                                        |                                                        |
| 12.                                                    | She Loves Me                                           | - Mathers - Jordan - Young - Bernard Edwards Jr. - Griggs - Lawrence                                                                                                   | - Dr. Dre - Focus... - Blu2th - Lawrence - Eminem (add.)                   | 3:24                                                   |                                                        |                                                        |                                                        |                                                        |                                                        |
| 13.                                                    | Killer                                                 | - Mathers - Doman - Chikwendu | D.A. Got That Dope                                                         | 3:15                                                   |                                                        |                                                        |                                                        |                                                        |                                                        |
| 14.                                                    | Zeus (featuring White Gold)                            | - Mathers - Yewah - Tyler Williams - Luca Mauti | - T-Minus - Eminem (add.) - Luca Mauti (add.)                              | 3:50                                                   |                                                        |                                                        |                                                        |                                                        |                                                        |
| 15.                                                    | Thus Far (Interlude)                                   | - Mathers - Resto - Alexander | Eminem                                                                     | 0:16                                                   |                                                        |                                                        |                                                        |                                                        |                                                        |
| 16.                                                    | Discombobulated                                        | - Mathers - Young - Larry Griffin Jr. - Batson - Parker - Nichols - Lawrence - Frano Huett                                                                             | - Dr. Dre - S1 - Batson - Parker - Lonestarrmuzik - Lawrence - franO (co.) | 4:12                                                   |                                                        |                                                        |                                                        |                                                        |                                                        |
| 52:28                                                  |                                                        | |                                                                            |                                                        |                                                        |                                                        |                                                        |                                                        |                                                        |

## Samples
- Premonition (Intro) contient un sample de Music to Be Murdered By d'Alfred Hitchcock[35]
- Darkness reprend un sample de The Sound of Silence de Simon and Garfunkel et de sa reprise par Nouela[1]
- Yah Yah contient des samples de Underground d'EPMD, Punks Jump Up to Get Beat Down de Brand Nubian, Check Yo Self d'Ice Cube feat. Das EFX, Woo-Hah!! de Busta Rhymes et They Want EFX de Das EFX[35]
- Farewell contient un sample de No Games de Serani (en)[35]
- Alfred (Interlude) contient un sample de Music to Be Murdered By d'Alfred Hitchcock[35]
- Godzilla contient un sample de Eminem Rapping de Chris D'Elia[35]
- Stepdad contient un sample de Peteribí de Pescado Rabioso[35]
- You Gon' Learn contient un sample de With You I'm Born Again de Billy Preston et Syreeta Wright[35]
- Little Engine contient un sample de I Don't Stand a Ghost of a Chance With You d'Alfred Hitchcock[35]
- Alfred (Outro) contient un sample de The Hour of Parting d'Alfred Hitchcock[35]
- I Will contient une interpolation de When I'm Gone D'Eminem[35]
- [35]

Réédition Side B
- Alfred's Theme contient un sample du générique de Alfred Hitchcock présente lui-même inspiré de Marche funèbre d'une marionnette de Charles Gounod[35].
- Book of Rhymes contient un sample de The World Is Yours de Nas et The Ringer d'Eminem[35].
- These Demons contient une interpolation de Oooouuu de Young M.A[35]
- Discombobulated contient un sample de La Di Da Di de Doug E. Fresh & Slick Rick[35].

## Classements et ventes
Aux États-Unis, Music to Be Murdered By débute directement à la première place du Billboard 200 avec 279 000 exemplaires vendus. Eminem devient alors le premier artiste à avoir 10 albums consécutifs qui se classent numéro un aux États-Unis et l'un des six artistes à avoir au moins 10 albums classés numéro un sur le sol américain. 
En octobre 2020, Music to Be Murdered By s'est écoulé à plus d'un million d'unités, dont 240 000 en ventes physiques,.
| Classements (2020)                  | Meilleure position |
| ----------------------------------- | ------------------ |
| Allemagne (Media Control AG)        | 2                  |
| Australie (ARIA)                    | 1                  |
| Autriche (Ö3 Austria Top 40)        | 1                  |
| Belgique (Flandre Ultratop)         | 1                  |
| Belgique (Wallonie Ultratop)        | 5                  |
| Canada (Canadian Albums)            | 1                  |
| Danemark (Tracklisten)              | 1                  |
| Écosse (OCC)                        | 2                  |
| Espagne (Promusicae)                | 14                 |
| Estonie (Eesti Ekspress)            | 1                  |
| États-Unis (Billboard 200)          | 1                  |
| États-Unis (Top R&B/Hip-Hop Albums) | 1                  |
| États-Unis (Rolling Stone Top 200)  | 1                  |
| Finlande (Suomen virallinen lista)  | 1                  |
| France (SNEP)                       | 4                  |
| Hongrie (Mahasz)                    | 15                 |
| Irlande (IRMA)                      | 1                  |
| Italie (FIMI)                       | 4                  |
| Japon (Billboard Japan)             | 42                 |
| Lituanie (AGATA)                    | 1                  |
| Norvège (VG-lista)                  | 1                  |
| Nouvelle-Zélande (RIANZ)            | 1                  |
| Pays-Bas (Mega Album Top 100)       | 1                  |
| Portugal (AFP)                      | 2                  |
| Tchéquie (IFPI)                     | 1                  |
| Royaume-Uni (UK Albums Chart)       | 1                  |
| Royaume-Uni (R&B Albums)            | 1                  |
| Suède (Sverigetopplistan)           | 2                  |
| Suisse (Schweizer Hitparade)        | 1                  |

### Certifications et ventes
| Pays                    | Certification | Unités certifiées / Ventes |
| ----------------------- | ------------- | -------------------------- |
| Australie (ARIA)        | Or            | 35 000                     |
| Canada (Music Canada)   | Platine       | 80 000                     |
| Chine                   | -             | 342 281                    |
| Danemark (IFPI)         | Platine       | 20 000                     |
| États-Unis (RIAA)       | Platine       | 1 000 000                  |
| France (SNEP)           | Or            | 50 000                     |
| Italie (FIMI)           | Or            | 25 000                     |
| Nouvelle-Zélande (RMNZ) | Platine       | 15 000                     |
| Royaume-Uni (BPI)       | Or            | 100 000                    |
| Total :                 | Total :       | 1 667 281                  |